# En mi mundo
En mi mundo è un singolo discografico dell'attrice argentina Martina Stoessel pubblicato nell'anno 2012 dalla Walt Disney Records.

## Produzione
La canzone è stata registrata durante le riprese della telenovela Violetta. È stata pubblicata il 5 aprile 2012 in anteprima su Radio Disney America Latina e anche sul programma televisivo Zapping Zone, con il relativo video su Disney Channel e come anticipazione al primo album e alla prima visione della serie.
Nei numerosi paesi in cui Violetta è andata in onda, En mi mundo è stata ricantata da artisti locali: in Francia è cantata da Cynthia con il titolo Dans mon monde, in Brasile è cantata da Mayra Arduini con il titolo Pelo mundo, in Svezia è cantata da Linnéa Källström con il titolo I min värld, in Norvegia è cantata da Celine con il titolo I min verden, in Danimarca è cantata da Clara Rugaard con il titolo Verden ligger åben nu, in Olanda è cantata dalla band maschile MainStreet con il titolo The World is Mine, in Italia è cantata sempre da Martina Stoessel con il titolo Nel mio mondo, in Romania è cantata da Kristal A con il titolo In lumea mea, in Turchia da Gökçe Dinçer con il titolo Yeni bir hayata, mentre in Russia ne esistono due versioni, Вижу мир свой e Я лечу к тебе.
Il brano viene usato come sigla della telenovela in vari paesi, tra cui Russia, Italia, Israele, Polonia e Turchia. In Italia è stata usata la canzone originale come sigla dei primi quaranta episodi, ma in seguito, anche per le repliche, viene usata la versione italiana Nel mio mondo, di cui è stato pubblicato anche un video ufficiale su Disney Channel Italia dove appare la protagonista della serie insieme a dei ballerini.
Il singolo è contenuto nell'album Violetta e anche in Violetta: La musica è il mio mondo. In italia raggiunge le 150,000 conquistando il terzo disco di platino

## Tracce

### Edizione America Latina
1. Martina Stoessel – En mi mundo – 3:32 (Sebastian Mellino, Pablo Correa, Ezequiel Bauza[8])

### Edizione italiana
1. Martina Stoessel – Nel mio Mondo – 3:35 (Lorena Brancucci, Sebastian Mellino, Pablo Correa, Ezequiel Bauza[8])

### Edizione portoghese
1. Mayra Arduini – Pelo Mundo (Sebastian Mellino, Pablo Correa, Ezequiel Bauza[8])

### Edizione francese
1. Cynthia – Dans Mon Monde – 3:12 (Claude Lombard, Sebastian Mellino, Pablo Correa, Ezequiel Bauza[3][8])